# Södra Bergsbyn och Stackgrönnan
Södra Bergsbyn och Stackgrönnan – miejscowość (tätort) w Szwecji, w regionie administracyjnym (län) Västerbotten, w gminie Skellefteå.
Według danych Szwedzkiego Urzędu Statystycznego liczba ludności wyniosła: 342 (31 grudnia 2015), 375 (31 grudnia 2018) i 380 (31 grudnia 2019).